# Vampire Circus
Vampire Circus («El circo de los vampiros» en el inglés original) es una película británica de 1972 dirigida por Robert Young para la Hammer Film Productions. Protagonizada por Adrienne Corri, Thorley Walters y Anthony Higgins (acreditado como Anthony Corlan). La historia presenta un carnaval ambulante cuyos artistas son vampiros que acechan a los niños de una aldea de la Austria del siglo XIX. Fue filmada en los Pinewood Studios.

## Trama
En el prólogo de la película, Anna Müller tiene a una niña a su cuidado en los bosques alrededor de un castillo, dejando atrás a su marido, el maestro de escuela. En el castillo, el Conde de Mitterhaus, que es un vampiro, se alimenta de la niña mientras Anna observa. Ella no está sorprendida por esto y luego el Conde hace el amor con ella.
Los aldeanos, liderados por Müller y el alcalde, atacan el castillo y logran entrar. Müller clava una estaca en el corazón del Conde, quien con su último aliento maldice a los aldeanos, jurando que sus hijos morirán para que él vuelva a la vida. Los aldeanos castigan a Anna golpeándola hasta que Müller los detiene. Anna corre de vuelta al castillo y arrastra el cuerpo atravesado del Conde a una cripta. La sangre de sus heridas revive al conde por un tiempo corto y él le dice que debe de encontrar a su primo Emil. Mientras tanto, los aldeanos incendian el castillo.
Quince años más tarde, el pueblo está devastado por una plaga y los ciudadanos más prominentes están debatiendo si se trata simplemente de una enfermedad, como sugieren el Dr. Kersch y el Profesor Müller, o si se debe a la maldición del Conde, como Schilt y Hauser creen. El Dr. Kersch sugiere romper el bloqueo de la cuarentena para obtener ayuda y suministros médicos y, con la ayuda de su joven hijo Anton, lo consigue. Justo antes de que abandonen el pueblo, un circo ambulante, liderado por un enano y una gitana llega a la aldea y los aldeanos aprecian esta distracción de sus problemas.
Después del espectáculo, uno de los artistas, Emil, seduce a la hija del alcalde, Rosa, revelándose a sí mismo como un vampiro, apenas refrenando su deseo de morderla. Emil y la gitana van al castillo, donde encuentran el cuerpo del Conde yaciendo en la cripta. La gitana le pregunta si todos deben morir y Emil responde que todos aquellos que condujeron el ataque a su primo, así como sus hijos, deben morir.
En el siguiente espectáculo, el circo cuenta con un salón de los espejos. Durante su visita a la nueva atracción, el alcalde tiene una visión de un resucitado Conde Mitterhaus y se desmaya. Asustado por este evento, Schilt y su familia intentan huir de la ciudad bloqueada pero el enano, quien se comprometió a ayudarlos, les deja en el bosque para ser devorados por la pantera de circo para disuadir a otros de escapar.
Más tarde ese día, la hija de Müller Dora, que había estado segura fuera de la ciudad, atraviesa el bosque y rompe el bloqueo para estar con su padre y su novio Anton. En el bosque, ve los cuerpos desmembrados de la familia Schilt. Cuando llega a la aldea, su padre ya alberga sospechas sobre los miembros del circo, y considera a los animales del circo como los culpables, mientras que Anton defiende el circo, ya que lo considera la única distracción de la plaga y lleva a Dora para mostrarle que los animales del circo son seguros.
Esa misma noche, los acróbatas mellizos (un varón y una mujer) atraen a dos muchachos de Hauser a la Galería de los espejos, donde los muerden. Después de encontrar los cadáveres de los muchachos, Hauser y el alcalde empiezan a disparar a los animales del circo. El alcalde también dispara a Emil, quien sin embargo sale ileso. El alcalde colapsa, muerto por un ataque cardíaco, mientras su hija huye con Emil. En la tumba del Conde él la muerde y la mata. 
Dora y Anton también visitan la Galería de los espejos. Los acróbatas mellizos intentan morder a Dora, pero la cruz que lleva la salva. Los vampiros entran en la escuela; Emil mata a los estudiantes, mientras la gitana (ahora revelada como Anna, la madre de los mellizos) arranca la cruz del cuello de Dora, que permite a los mellizos atacarla. Dora, sin embargo, escapa a la capilla de la escuela. Allí ataca con una cruz de madera a la melliza, atravesándole el corazón. Esto también mata al varón, debido al vínculo empático con su hermana, mientras la gitana y Emil huyen.
Mientras tanto, el Dr. Kersch ha regresado de la capital con una escolta imperial y medicamentos para la plaga. También trae noticias de asesinatos cometidos por los vampiros en diversos pueblos, todos ellos relacionados con un Circo de la Noche. Además, descubrió que Emil es pariente del Conde Mitterhaus. Los hombres atacan el circo y Hauser incendia el Salón de los espejos pero él mismo queda atrapado en una visión y el fuego lo quema junto con la carpa.
Dora es secuestrada y llevada a la cripta, donde Emil quiere resucitar al Conde. Emil se acerca a Dora para desangrarla, pero entonces la gitana la empuja para salvarla y es ella la que termina muriendo al recibir la mordida. Cuando cae muerta, su rostro rejuvenece y se revela que es Anna Müller. Anton, Müller y los soldados entran en la cripta y Müller atraviesa a Emil con la estaca tomada del pecho del Conde antes de morir él mismo. Pero luego el Conde, liberado de la estaca y alimentado con suficiente sangre, se levanta de su ataúd. Anton se defiende con su ballesta, que actúa como una cruz, y decapita al vampiro con la cuerda. Anton y Dora logran salir de la tumba, momentos antes de que los aldeanos prendan fuego a las ruinas con antorchas.

## Reparto
- Laurence Payne como el Profesor Albert Müller. (v.castellano: Celestino Hermida)
- Domini Blythe como Anna Müller, su esposa.
- Lynne Frederick como Dora Müller, su hija. (v.castellano: Julia Diz)
- Thorley Walters como El Alcalde.
- Adrienne Corri como una gitana. (v.castellano: Elina Luaces)
- Mary Wimbush como Elvira, esposa del Alcalde.
- Christina Paul como Rosa, hija del alcalde. (v.castellano: Matilde Blanco)
- Robin Sachs como Heinrich (hermano mellizo de Helga).
- Lalla Ward como Helga (hermana melliza de Heinrich).
- Richard Owens como el Dr. Kersch (v.castellano: Luis Núñez Rojo)
- John Moulder Brown como Anton Kersch, su hijo. (v.castellano: Sergio Rodríguez-Guisán)
- Robin Hunter como el Señor Hauser. (v.castellano: Santiago Fernández)
- Elizabeth Seal como Gerta Hauser, su esposa.
- Barnaby Shaw como Gustav Hauser, su hijo.
- John Bown como el Señor Schilt. (v.castellano: Gustavo Pernas)
- Jane Darby como Jenny Schilt, su hija. (v.castellano: Julia Diz)
- Robert Tayman como el Conde Mitterhaus. (v.castellano: Roberto Reboiro)
- Skip Martin como Michael el enano. (v.castellano: Xerardo Couto)
- Anthony Higgins como Emil. (v.castellano: José Fernández Castro)
- David Prowse como el forzudo.
- Serena como la sensual Bailarina Tigresa.[1]

Tres de los actores del reparto, Laurence Payne, Adrienne Corri y Lalla Ward se reunieron en la temporada de 1980 de la serie británica de Sci-Fi y fantasía, Doctor Who en The Leisure Hive. La película también marcó el debut en pantalla de Lynne Frederick, quien más tarde se casaría con el cómico Peter Sellers.